# Anatoma
Anatoma is een geslacht van weekdieren uit de klasse van de Gastropoda (slakken).

## Soorten
- Anatoma aedonia (Watson, 1886)
- Anatoma africanae (Barnard, 1963)
- Anatoma agulhasensis (Thiele, 1925)
- Anatoma alta (Watson, 1886)
- Anatoma alternatisculpta Geiger & McLean, 2010
- Anatoma americana Bandel, 1998
- Anatoma amoena (Thiele, 1912)
- Anatoma amydra Geiger & B. A. Marshall, 2012
- Anatoma argentinae (Zelaya & Geiger, 2007)
- Anatoma aspera (Philippi, 1844)
- Anatoma atlantica (Bandel, 1998)
- Anatoma aupouria (Powell, 1937)
- Anatoma australis (Hedley, 1903)
- Anatoma austrolissa Geiger & Sasaki, 2008
- Anatoma bathypacifica (Geiger & McLean, 2010)
- Anatoma biconica Geiger, 2012
- Anatoma boucheti Geiger & Sasaki, 2008
- Anatoma breveprima Geiger, 2012
- Anatoma brychia Pimenta & Geiger, 2015
- Anatoma campense Pimenta & Geiger, 2015
- Anatoma concinna (A. Adams, 1862)

- Anatoma conica (d'Orbigny, 1841)
- Anatoma copiosa Pimenta & Geiger, 2015
- Anatoma crispata (Fleming, 1828)
- Anatoma disciformis (Golikov & Sirenko, 1980)
- Anatoma emilioi Geiger, 2011
- Anatoma equatoria (Hedley, 1899)
- Anatoma espiritosantense Pimenta & Geiger, 2015
- Anatoma euglypta (Pelseneer, 1903)
- Anatoma eximia (Seguenza, 1880)
- Anatoma finlayi (Powell, 1937)
- Anatoma flemingi (B. A. Marshall, 2002)
- Anatoma flexidentata Geiger & Sasaki, 2008
- Anatoma fujikurai Sasaki, Geiger & Okutani, 2010
- Anatoma gephrya Maxwell, 1992 †
- Anatoma globulus Geiger, 2012
- Anatoma gunteri (Cotton & Godfrey, 1933)
- Anatoma hyposculpta Geiger, 2012
- Anatoma indonesica Bandel, 1998
- Anatoma janetae Geiger, 2006
- Anatoma janusa Geiger, 2012
- Anatoma japonica (A. Adams, 1862)

- Anatoma keenae (McLean, 1970)
- Anatoma kelseyi (Dall, 1905)
- Anatoma kopua Geiger & B. A. Marshall, 2012
- Anatoma lamellata (A. Adams, 1862)
- Anatoma lyra (S. S. Berry, 1947)
- Anatoma maxima (Schepman, 1908)
- Anatoma megascutula Geiger & B. A. Marshall, 2012
- Anatoma micalii Geiger, 2012
- Anatoma miocenica (Laws, 1939) †
- Anatoma munieri (P. Fischer, 1862)
- Anatoma orbiculata Geiger, 2012
- Anatoma parageia Geiger & Sasaki, 2009
- Anatoma peruviana (Geiger & McLean, 2010)
- Anatoma philippinica (Bandel, 1998)
- Anatoma planapex Geiger, 2012
- Anatoma plicatazona Geiger & McLean, 2010
- Anatoma porcellana Geiger, 2012
- Anatoma proxima (Dall, 1927)
- Anatoma pseudoequatoria (Kay, 1979)
- Anatoma quadraxialis Geiger, 2012
- Anatoma rainesi Geiger, 2003

- Anatoma rapaensis Geiger, 2008
- Anatoma regia (Mestayer, 1916)
- Anatoma rhynchodentata Geiger, 2012
- Anatoma rolani Geiger & Fernández-Garcés, 2010
- Anatoma sagamiana (Okutani, 1964)
- Anatoma schanderi Høisæter & Geiger, 2011
- Anatoma schioettei Høisæter & Geiger, 2011
- Anatoma shiraseae Numanami & Okutani, 1990
- Anatoma sinuosa Geiger, 2012
- Anatoma soyoae (Habe, 1951)
- Anatoma tabulata (Barnard, 1964)
- Anatoma tangaroa Geiger & B. A. Marshall, 2012
- Anatoma tenuis (Jeffreys, 1877)
- Anatoma tenuisculpta (Seguenza, 1880)
- Anatoma tobeyoides Geiger & Jansen, 2004
- Anatoma umbilicata (Jeffreys, 1883)
- Anatoma weddelliana (Zelaya & Geiger, 2007)
- Anatoma yaroni Herbert, 1986
- Anatoma zancliformis Geiger, 2012